# Alan Shepherd

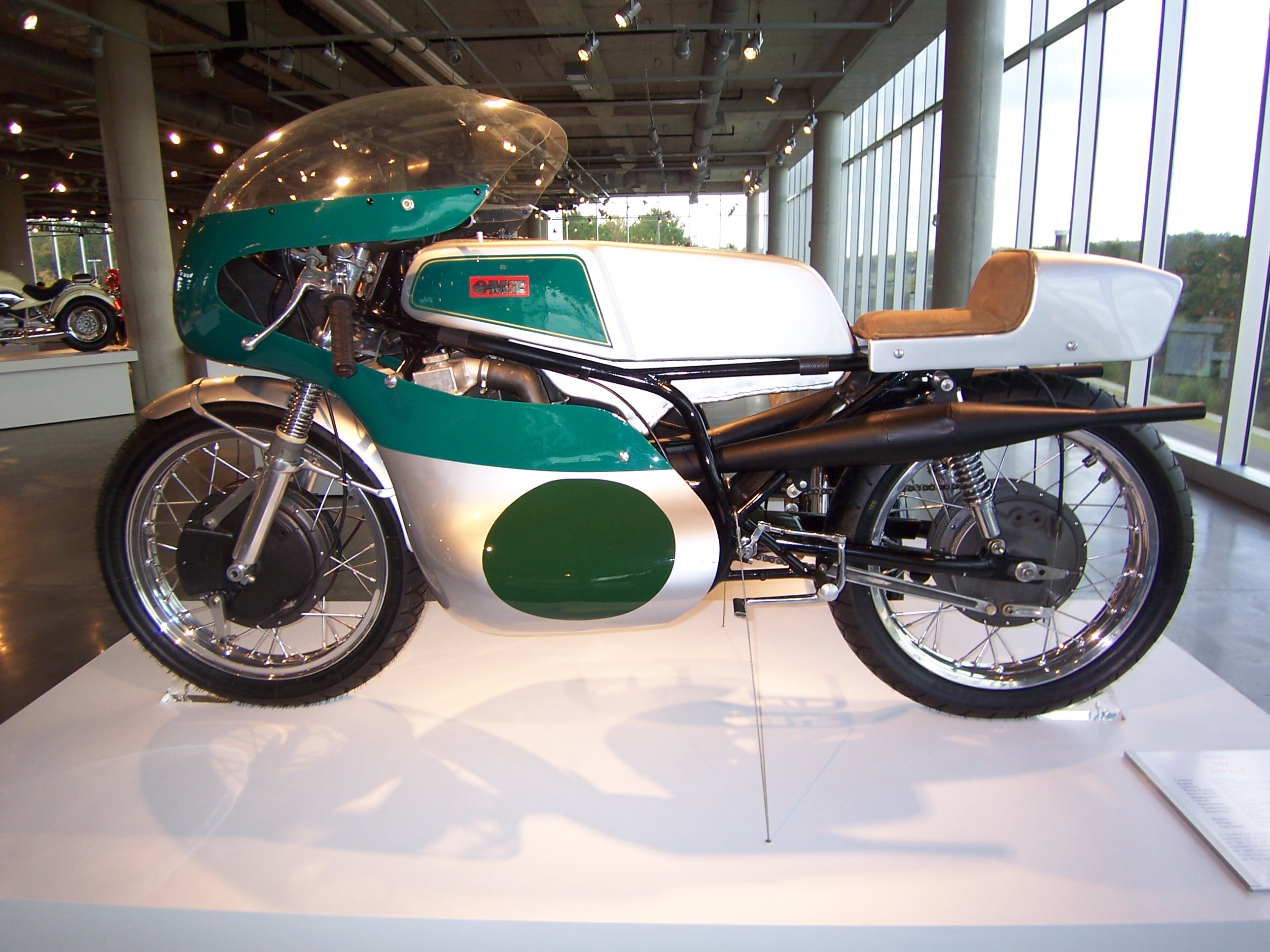
Eine 250er-Werks-MZ der Saison 1964.

Alan Shepherd (* 28. September 1935; † 16. Juli 2007) war ein britischer Motorradrennfahrer.
Alan Shepherd war während seiner aktiven Zeit von 1957 bis 1964 ein international anerkannter Motorradrennfahrer. Von 1961 bis 1964 nahm er als MZ-Werksfahrer an Weltmeisterschaftsrennen teil, wobei er im westlichen Ausland meist ohne werkseitige Unterstützung auskommen musste. Die DDR-Bürger der MZ-Werksmannschaft erhielten während dieser Jahre keine Einreise-Visa in die NATO-Staaten. Als größte Erfolge sind für Alan Shepherd zwei Grand-Prix-Siege verzeichnet:
- Beim Weltmeisterschaftsrennen 1962 um den Großen Preis von Finnland in Tampere gewann er in der 500-cm³-Klasse auf Matchless. 1963 verfehlte er an gleicher Stelle diesen Erfolg nur knapp und wurde hinter dem Weltmeister Mike Hailwood Zweiter.
- Auf dem Daytona International Speedway gewann Alan Shepherd 1964 den Großen Preis der USA in der 250-cm³-Klasse auf MZ. In Daytona bewährte sich Alan Shepherd auch als Mechaniker, da er umfangreiche Motoreneinstellungen an seiner Rennmaschine mit fernmündlicher Unterstützung durch Walter Kaaden aus Zschopau eigenhändig ausführen musste. Am Ende dieser Saison belegte er in der WM-Fahrerwertung der 250-cm³-Klasse hinter Phil Read und Jim Redman den dritten Platz.

Als er 1964 in Grange-over-Sands wohnte, wurde ihm zur Umgehung von Devisen- und Wechselkursproblemen im Honorar-Vertrag mit der MZ-Rennsportabteilung gestattet, seine beiden 125 cc und 250 cc MZ-Werksmaschinen in England als Honorar-Bestandteil zu behalten. Im September 1964 bot er die beiden MZ-Rennmaschinen im wöchentlich erscheinenden britischen Motorrad-Magazin Motor Cycle zum Kauf an.